# Dentitegumia
Dentitegumia é um gênero de mariposa pertencente à família Crambidae.